# Arrondissement de Dahme-Forêt-de-Spree
L'arrondissement de Dahme-Forêt-de-Spree est un arrondissement  ("Landkreis" en allemand) du Brandebourg  (Allemagne). Son chef lieu est Lübben.
La région de la forêt de la Spree fut depuis le Moyen Âge le centre culturel du territoire slave de Lusace, peuplé des descendants des Sorbs et Wendes de langue sorabe. Les villes de Lübben et Luckau furent successivement capitale des Margraves de la Basse-Lusace. Cette dernière était rattachée à la Prusse.
En 1990, lors de la renaissance du land de Brandebourg, les arrondissements de Lübben, Luckau et Königs Wusterhausen furent regroupées, en 1993, pour former ce nouvel arrondissement.
L'arrondissement de Dahme-Forêt-de-Spree est traversé par la rivière Spree et comprend la réserve de biosphère de la forêt de la Spree.

## Villes, communes & communautés d'administration
(nombre d'habitants en 2006)
| Villes (Städte) ¹ Villes liées à un canton 1. Golßen ¹ (2 746) 2. Königs Wusterhausen (33 201) 3. Lieberose ¹ ↔ Luboraz (1 573) 4. Lübben ↔ Lubin (Błota) (14 557) 5. Luckau (10 477) 6. Märkisch Buchholz ¹ (810) 7. Mittenwalde (8 684) 8. Teupitz ¹ (1 920) Communes non liées à un canton 1. Bestensee (6 601) 2. Eichwalde (6 078) 3. Heideblick (4 222) 4. Heidesee (7 078) 5. Märkische Heide ↔ Wusoka (4 684) 6. Schönefeld (12 354) 7. Schulzendorf (7 549) 8. Wildau (9 642) 9. Zeuthen (10 377) | Ämter et communes liées 1. Golßener Land (4 768) 1. Drahnsdorf (648) 2. Golßen (Stadt) (2 746) 3. Kasel-Golzig (772) 4. Steinreich (602) 2. Lieberose/Oberspreewald ↔ Luboraz/Gorne Blota (8 141) 1. Alt Zauche-Wußwerk ↔ Stara Niwa-Wozwjerch (590) 2. Byhleguhre-Byhlen ↔ Bela Gora-Belin (845) 3. Jamlitz ↔ Jemjelnica (611) 4. Lieberose ↔ Luboraz (Stadt) (1 573) 5. Neu Zauche ↔ Nowa Niwa (1 244) 6. Schwielochsee (1 668) 7. Spreewaldheide (568) 8. Straupitz ↔ Tšupc (1 042) 3. Schenkenländchen (8 353) 1. Groß Köris (2 247) 2. Halbe (2 219) 3. Märkisch Buchholz (Stadt) (810) 4. Münchehofe (528) 5. Schwerin (629) 6. Teupitz (Stadt) (1 920) 4. Unterspreewald ↔ Dolna Blota (4 990) 1. Bersteland (937) 2. Krausnick-Groß Wasserburg ↔ Kšušwica-Wódowy Grod (636) 3. Rietzneuendorf-Staakow ↔ Nowa Wjas psi rece-Stoki (670) 4. Schlepzig ↔ Slopišca (652) 5. Schönwald ↔ Bely Gózd (1 238) 6. Unterspreewald ↔ Dolna Blota (857) |

## Description du blason

blason de l'arrondissement

- En haut à gauche : le taureau couleur Gueules (rouge) représente le symbole de la région de Lusace.
- En haut à droite : l'aigle de gueules et d'or, symbolise les armoiries de Brandebourg
- En bas : la couronne d'or sur fond Azur symbolise la royauté prussienne dont les rois étaient souverains de Wusterhausen, renommé Königs Wusterhausen en 1718.